# Sångarfältet i Tallinn

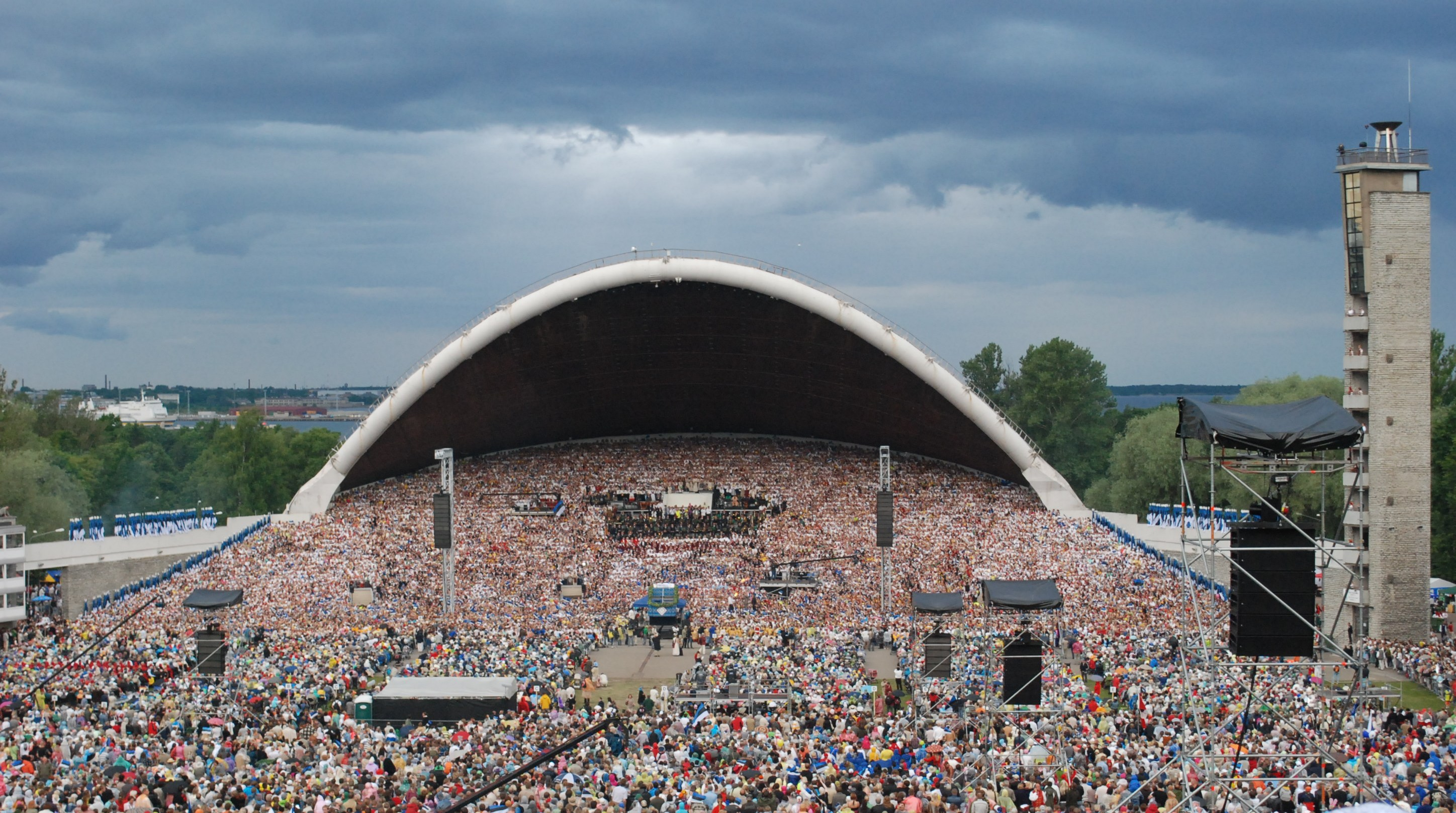
Estniska sångfesten 2009.

Sångarfältet i Tallinn (estniska: Lauluväljak) är en stor scen i Tallinn, Estland som främst används för körmusik. 
Sångarfältet byggdes 1959 för att rymma de många tusen deltagarna i den Estniska sångfesten som äger rum vart femte år. Det ritades av arkitekten Alar Kotli, och har ett mäktigt tak i form av en hyperbolisk paraboloid. Den främre delen av den 73 meter breda takkonstruktionen fungerar som en akustisk skärm som reflekterar ljudet. Publiken sitter i en naturlig amfiteater med plats för 15 000 åskådare. 
Sångarfältet byggdes till tjugoårsjubileet av den Estniska socialistiska sovjetrepublikens grundande, och sågs ursprungligen som en symbol för sovjetbyråkratin. Detta ändrades definitivt år 1988 då tusentals ester började samlas till det som kom att kallas Den sjungande revolutionen och som ledde till Estlands frigörelse från Sovjetunionen 1991. 
Sångarfältet används också för andra festivaler och för uppträdanden av inhemska och utländska artister. Bland dessa märks Michael Jackson (1997), Tina Turner (2000), Red Hot Chili Peppers, Lady Gaga (2012), Green Day, Elton John, Robbie Williams (2013), David Guetta (2014), Queen med Adam Lambert (2016), Rammstein (2017), Guns N' Roses (2018) och Bon Jovi (2019).